# 迪奥尼西乌
迪奥尼西乌是巴西米纳斯吉拉斯州的一个市镇。总面积343.422平方公里，总人口10234人，人口密度29.8人/平方公里。